# Eulithis intermedia
Eulithis intermedia là một loài bướm đêm trong họ Geometridae.